# Кёй-Санджак
Куйсанджак, Кёй-Санджак (араб. كوي سنجق‎, курд. Koye, كۆيە) — город на северо-востоке Ирака, расположенный на территории мухафазы Эрбиль (автономия Иракский Курдистан). Административный центр одноимённого округа.
В 2003 году в Кей-Санджаке был открыт университет.

## Географическое положение
Город находится в юго-восточной части мухафазы, в горной местности, на высоте 617 метров над уровнем моря.

Кёй-Санджак расположен на расстоянии приблизительно 53 километров к востоку от Эрбиля, административного центра провинции и на расстоянии километров к северу от Багдада, столицы страны.

## Население
По данным последней официальной переписи 1965 года, население составляло 10 379 человек.
Динамика численности населения города по годам:
| 1965   | 2012   |
| ------ | ------ |
| 10 379 | 19 878 |